# 月の交点

月の交点と黄道（黄色線）・白道（灰色線）。図の上の交点が降交点（descending node）、下が昇交点（ascending node）。

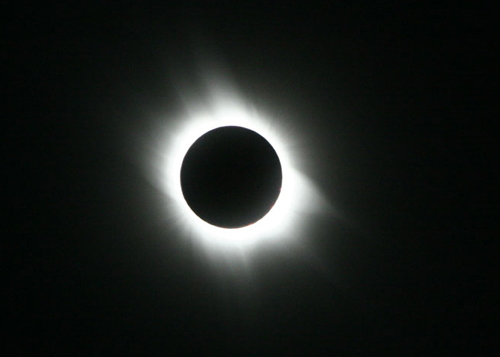
日食。月の交点で起こる。

月の交点（つきのこうてん）は、月軌道の、黄道面（地球の公転面）に対する交点である。つまり、天球上で黄道と白道とが交わる点である。
なお、人工衛星の場合、交点は地球の赤道面を基準面とするが、月の場合は黄道面を基準面とする。月以外の天然衛星では、黄道面または不変面を基準面とする。

## 概要
一般の交点同様、月の交点は昇交点・降交点の2つあり、天球上で互いに反対の位置にある。月は昇交点では黄道を南から北に通過し、降交点では北から南に通過する。
月の交点は、歳差により黄道上を移動しており、1周するのに要する周期は6793.5日または18.5996年である。なお、この周期はサロス周期に近いが、偶然の一致であり、サロスによる食の周期とは関連しない。
日食と月食は、月の交点付近でのみ起こる。日食は、月と太陽が同じ交点にいるときに起こり、月食は、反対の交点にいるときに起こる。

## 名称と記号
英語では交点をノード（node）、昇交点をアセンディングノード（ascending node）またはノースノード（north node）、降交点をディセンディングノード（descending node）またはサウスノード（south node）という。これらは交点・昇交点・降交点一般のことだが、特に月の交点を意味することもある。
古代末期から近世には、月の昇交点をドラゴンヘッド（dragon's head、ラテン語 Caput Draconis）、月の降交点をドラゴンテール（dragon's tail、ラテン語 Cauda Draconis）と呼んだ。現在でも占星術ではこう呼ぶことがある。
インドでは月の昇交点をラーフ（Rāhu）、月の降交点をケートゥ（Ketu）と呼んだ。これらは漢字圏に移入され、羅睺（らごう）、計都（けいと）となった。
月の昇交点の天文・占星記号は、月の降交点の記号はである。

## 占星術での扱い
占星術では、月の交点は、天体ではないが天体同様天球上を移動し天体に準ずる占星点として扱われる（あるいは、実在する天体として扱われた）。
日食や月食と関係が深いために神秘視され、西洋占星術ではしばしばホロスコープ上に特記される。特に、転生を説く宗教に関連する流派で重視され、業に結びついた意味づけをされることが多い。また、本人と社会の接点とする流派もある。
ゾロアスター教やアラビア占星術では巨大なドラゴン（パフラヴィー語：ゴーチフル（Gōčihr）、アラビア語：ジャウザフル（Djawzahr））であるとされた。